# Каловсвердер

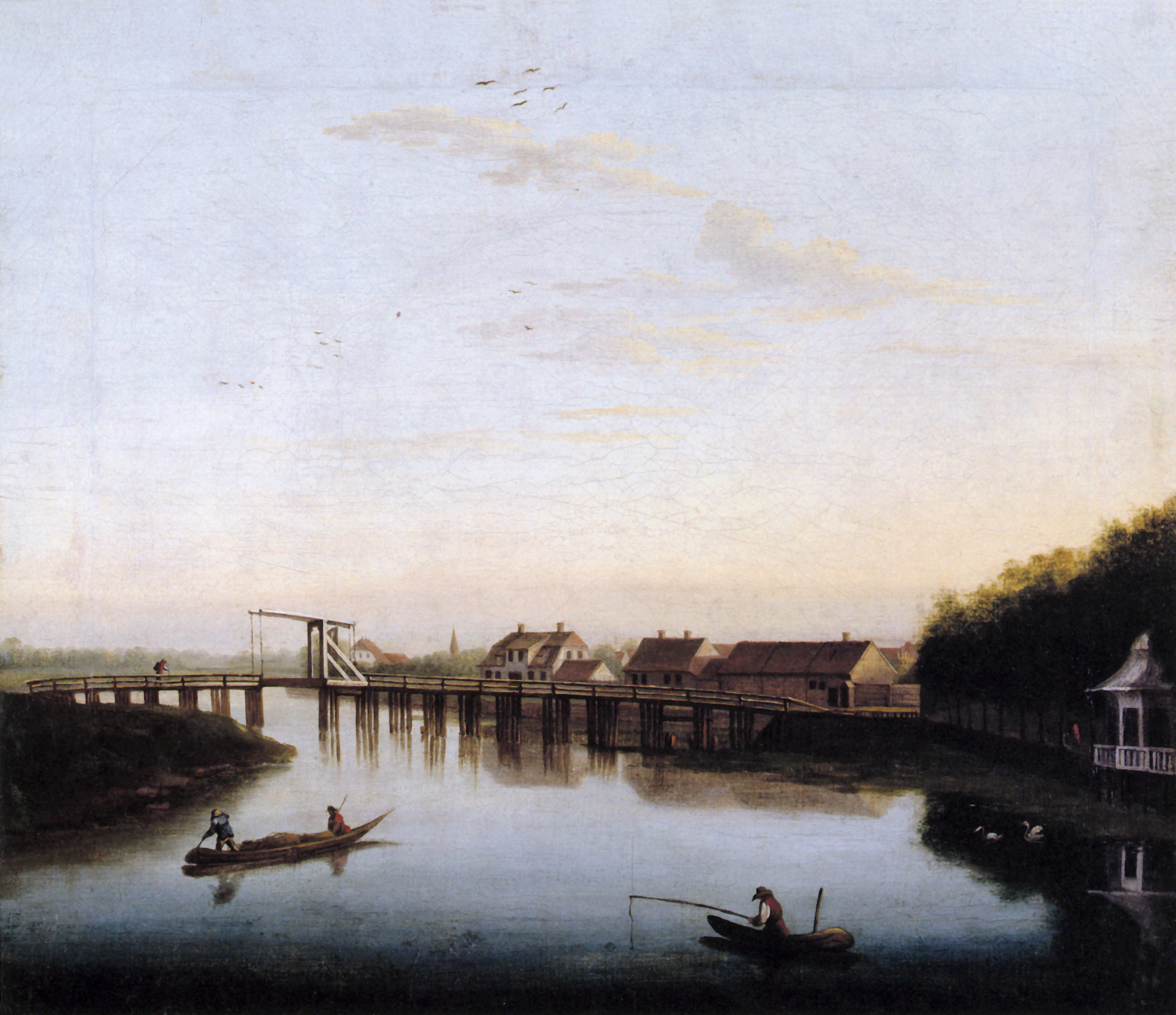
Шпрее між Каловсвердером і замком Шарлоттенбург у 1762 році

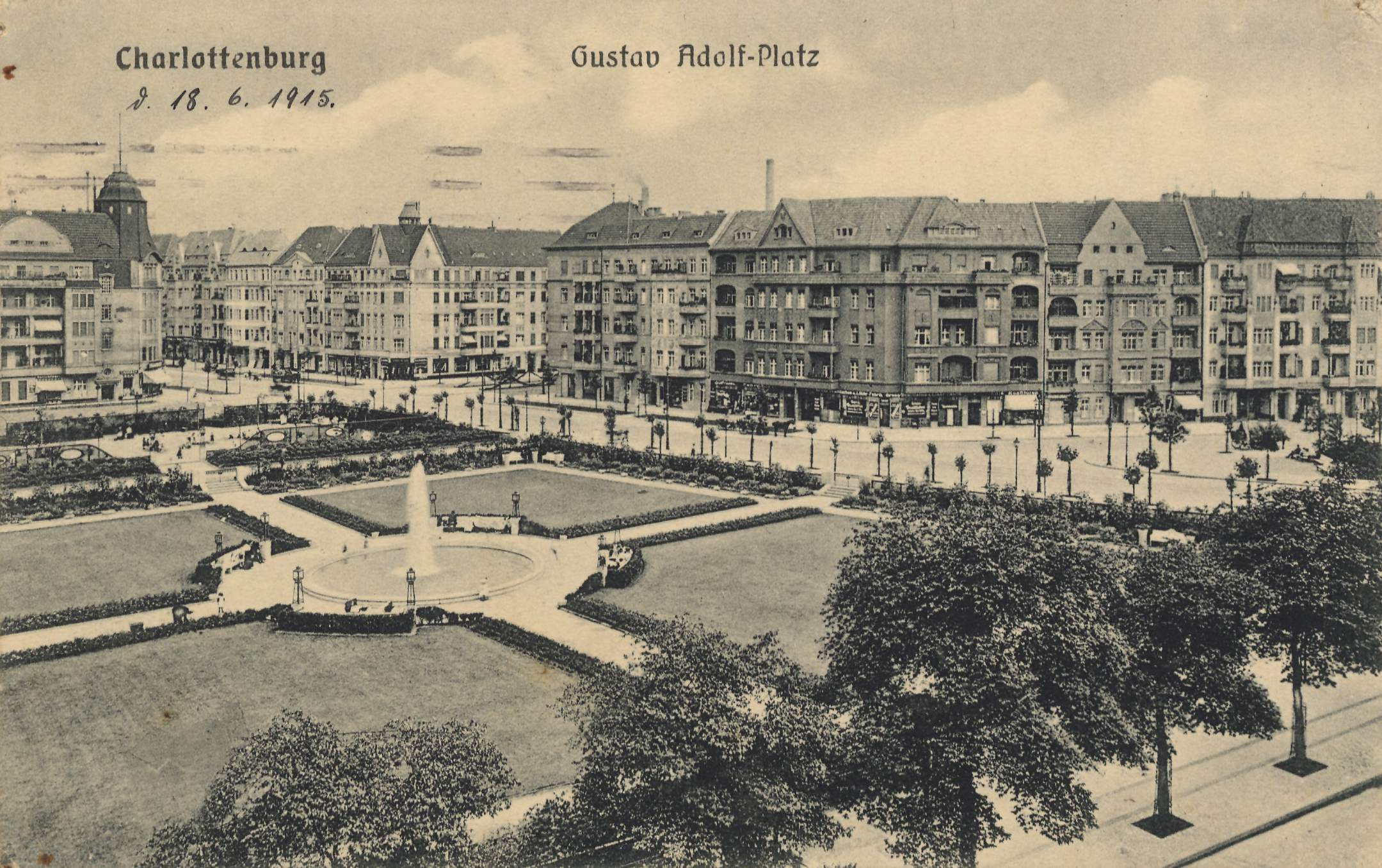
Площа Густава Адольфа на поштівці 1915 року

Каловсвердер (нім. Kalowswerder) — острів на річці Шпрее і однойменна місцевість в берлінському районі Шарлоттенбург. З заходу і півдня наразі обмежений Шпрее, з півночі — Вестхафенським, із сходу — Шарлоттенбурзьким каналами. З південного боку острів перетинає лінія берлінської міської електрички.

## Історія
Перше поселення на острові виникло в XIV столітті у південній частині острова і мало назву Казов. З часом Казов був приєднаний до сусіднього селища Літцов — майбутнього Шарлоттенбурга.
Саме за назвою поселення острів набув назви Каський (зафіксоване у 1537) або Касовський (1714). Водночас поширення набуває й співзучна назва Кальсвердер (нім. Kahlswerder) — «лисий» або ж «пустельний острів» (відома щонайменше з 1717 року). З часом обидва імені злилися у «Каловсвердер».
На початку XIX сторіччя на острові були збудовані кілька фабрик, а з середини сторіччя — із побудовою моста Шлоссбрюкке та алеї, що нині носить ім'я імператриці Августи, Каловсвердер набуває «міських» рис.
В 1871–1877 острів перетнула залізниця. В 1880 році на північному заході Каловсвердера була збудована фабрика фармацевтичної компанії «Шерінг», що виробляла ефір і дубільні речовини.
У 1887 році розпочалося перепланування житлової забудови острова. Його центром стала площа Густава Адольфа (тепер — Мірендорфплатц). Незаселена частина Каловсвердера перетворилася на зону відпочинку — і для шарлоттенбуржців, і для берлінців.
У 1889 році на сході острова постав газовий завод. В 1894 році була відкрита залізнична станція Югнфернгайде — таким чином між Берліном та Каловсвердером було налагоджене пряме транспортне сполучення.

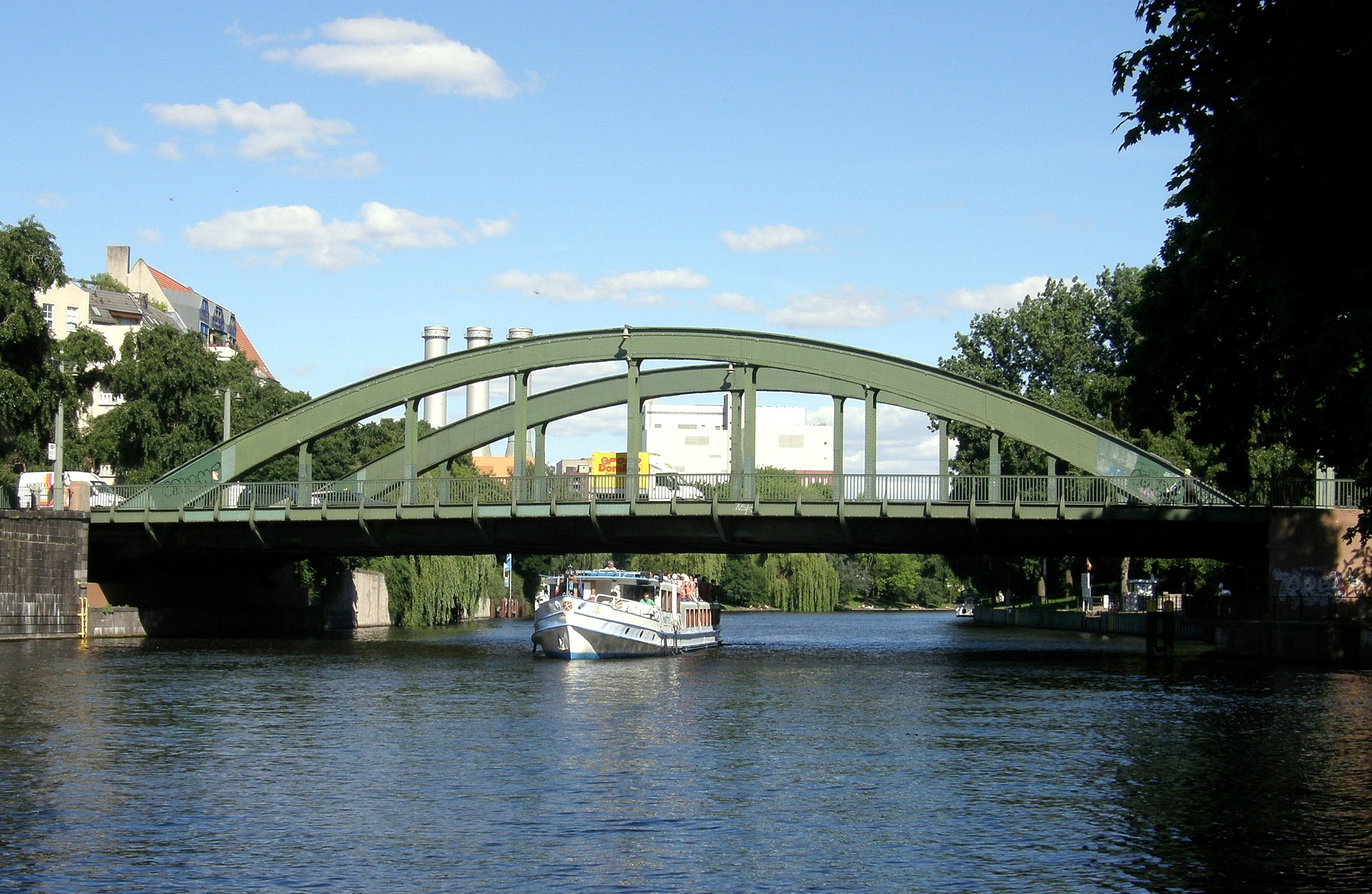
Міст Шлоссбрюкке (за ним — Шарлоттенбурзька електростанція)

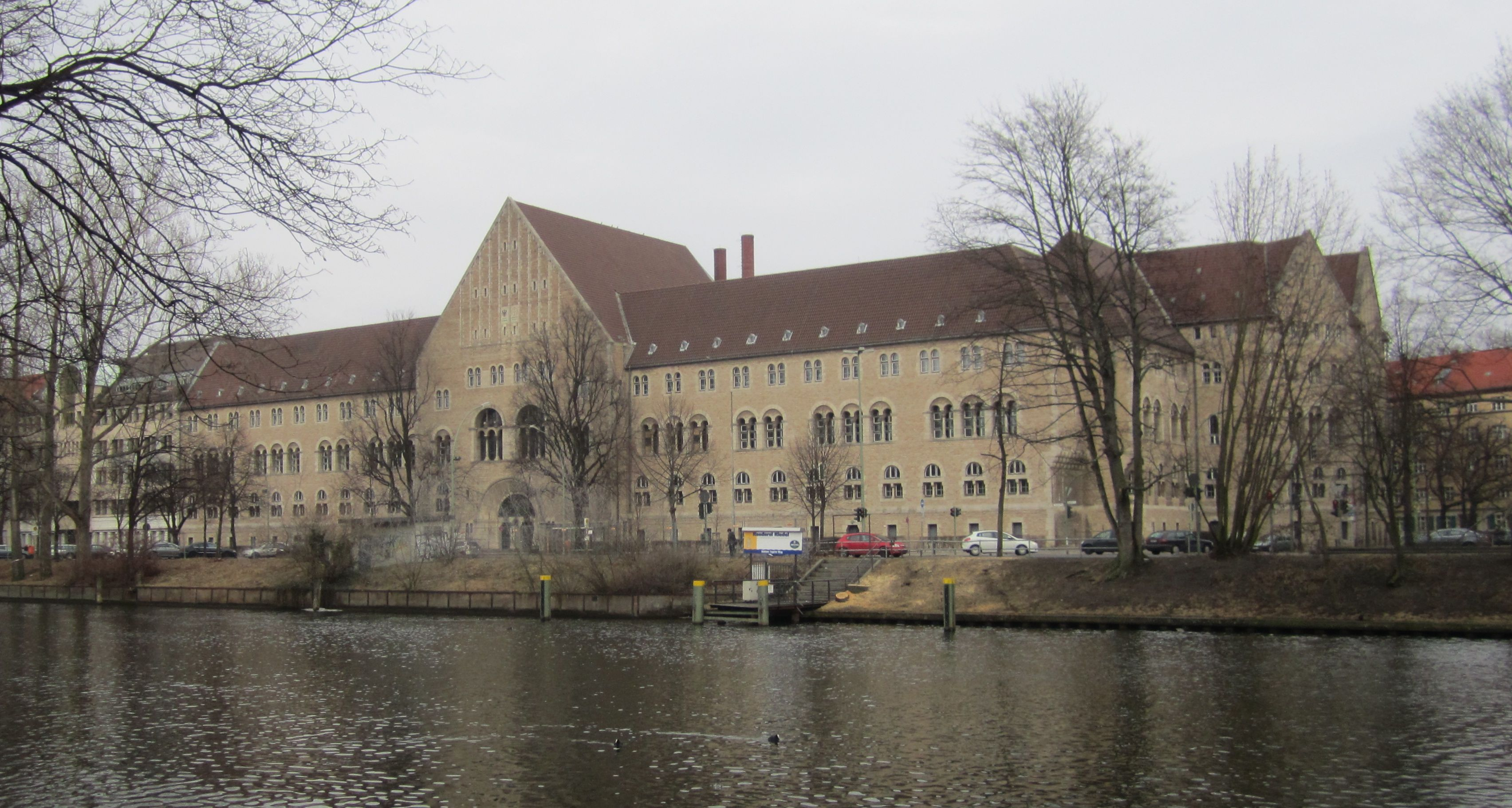
Будівля окружного суду на Тегелер Вег

В 1900 році на південному сході острова була збудована електростанція, яка забезпечувала електрикою увесь Шарлоттенбург. У 1904 році на Тегелер Вег — навпроти парку Шарлоттенбург — була зведена будівля окружного суду. Після цього житловими кварталами була забудована і західна частина острова — між станцією Югнфернгайде і площею Густава Адольфа.
У 1920 році Каловсвердер став частиною Великого Берліна.
У 1950 році площа Густава Адольфа була перейменована на честь Карло Мірендорфа. З того часу назва Мірендорф поступово витискає старе ім'я Каловсвердер. Дотепер стара назва острова збереглася лише в найменуванні «колонії Каловсвердер», розташованої між станцією Югнфернгайде і сусідньою вулицею Ольберсштрассе. «Колонії», що складаються з садібних ділянок, і досі займають майже увесь північний схід острова.
Після другої світової устаткування каловсвердерської фабрики компанії «Шерінг» було демонтоване і вивезене союзниками в рахунок репарацій. В 1957 році на базі фабрики був створений центр мікробіологічних досліджень
Близькість багатьох університетів сприяла тому, що у Карловсвердері у післявоєнний час почали селитися студенти. У 1968 році район був одним з центрів молодіжного руху, 4 листопада біля будівлі суду на Тегелер Вег відбулися сумнозвісні сутички (відомі також як «битва на Тегелер Вег» або ж «бійня на Тегелер Вег»), що стали переломним моментом західноберлінської «студентської революції».

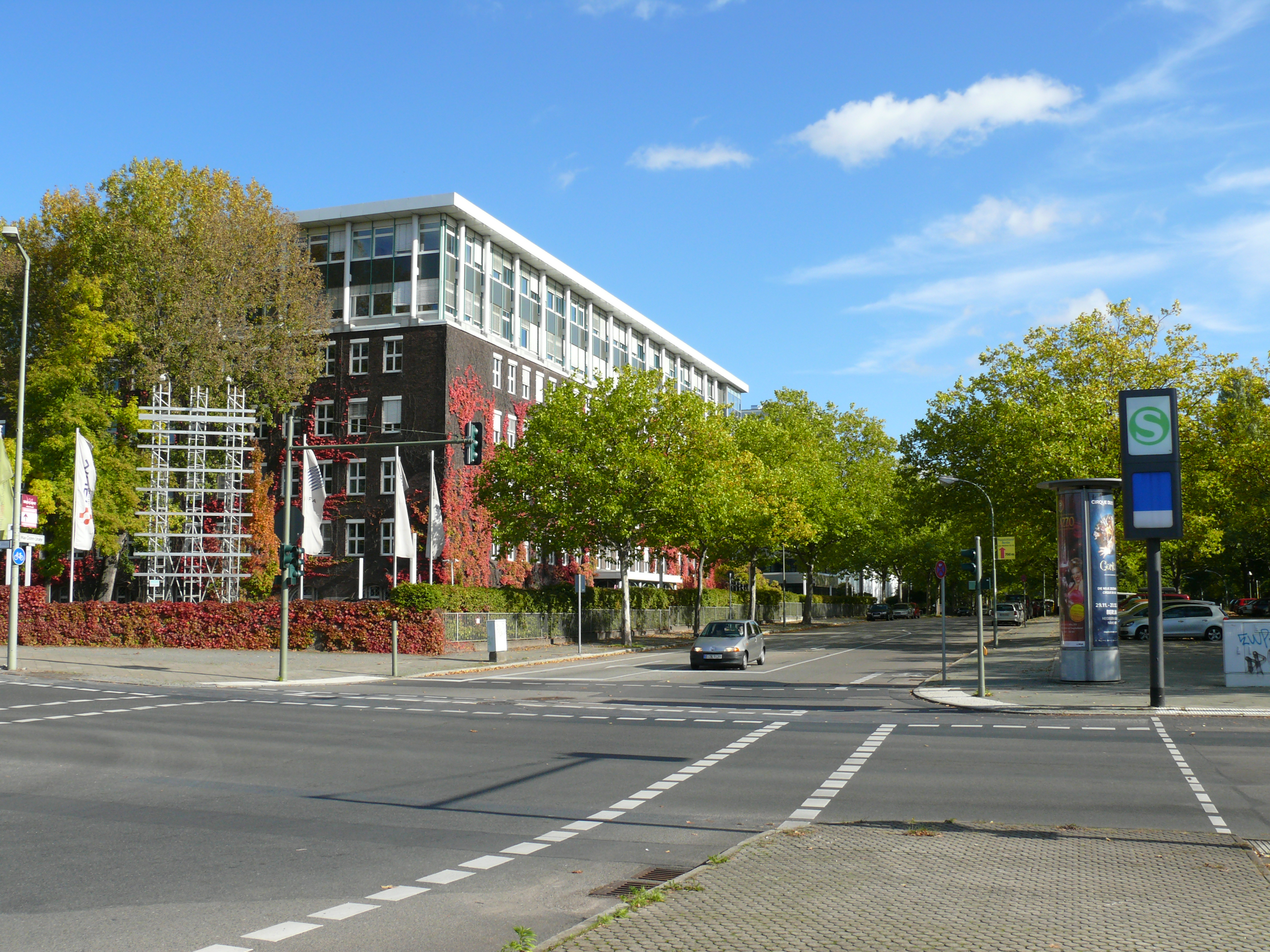
Перехрестя Тегелер Вег і Макс Дорн штрассе

У 1980 році Каловсвердер був з'єднаний з центром Берліна та Сіменсштадтом продовженням лінії метро U7 — зі станціями Мірендорфплац та Югнфернгайде.
У 1991 році був закритий газовий завод. В 2001 році на місці колишньої фармацевтичної фабрики створили Берлінський біотехнопарк. У 2006 році був знесений вже непотрібний 125-метровий димар електростанції, який довгий час домінував над островом.
У 2013 році на набережній Шпрее біля мосту Капріві за сприяння посольства Австрії був створений Австрійський парк.